# Tour Atlantique
La tour Atlantique est un immeuble de bureaux de 27 étages, la première tour bâtie à l'intérieur du boulevard circulaire côté Puteaux, en France. Elle fait partie de la première génération de tours de La Défense.
La tour Atlantique est encadrée par la tour EDF et la Tour Opus 12. Le premier étage est occupé par le Centre national des arts plastiques de 2014 à 2024, à la suite d'un aménagement réalisé par l'architecte Philippe Chiambaretta.

## Iconographie

La tour, vue depuis l'esplanade.
Tour Atlantique entre la tour EDF et la tour Opus 12